# Болотин, Андрей Леонидович
Андре́й Леони́дович Боло́тин (род. 20 февраля 1978, Москва) — артист балета, первый солист, балетмейстер-репетитор Большого театра. Заслуженный артист Российской Федерации (2014).

## Биография
Родился в семье артистов балета Большого театра Леонида Болотина и Людмилы Григоревской. В 1996 году окончил Московское хореографическое училище, где учился у Нинель Поповой, Алексея Лазарева и профессора Петра Пестова. В том же году был принят в труппу Большого театра, где занимался под руководством Виктора Барыкина.
В 2001 году выступал в антрепризе Нины Ананиашвили и Алексея Фадеечева, где стал первым исполнителем сольной партии в балете «Между небом и землей» (балетмейстер Т. Макинтайр). В 2005 году окончил балетмейстерский факультет РАТИ, получив специальность «педагог-хореограф» (курс Евгения Валукина).

## Спортивная карьера
В 2019 году стал кандидатом в мастера спорта по стрельбе из лука.
Играет в дартс, принимает участие в том числе и в профессиональных турнирах. Его тренер — Николай Михалин, трёхкратный чемпион России.

## Личная жизнь
Женат. Супруга — Джу Юн Бэ, балерина Большого театра. Есть сын, который увлекается дартсом, и дочь.

## Репертуар вБольшом театре
- 1996 — «Чиполлино», балетмейстер Генрих Майоров — стражники
- 1997 — «Укрощение строптивой», хореография Джона Крэнко — па де сис
- 1997 — «Жизель», редакция Владимира Васильева — Па д’аксьон — первый исполнитель
- 1998 — «Лебединое озеро», балетмейстер Владимир Васильев — друзья Принца
- 1998 — «Щелкунчик», балетмейстер Юрий Григорович — Испанская кукла
- 1999 — «Спящая красавица», хореография Мариуса Петипа, редакция Юрия Григоровича — Голубая птица
- 1999 — «Конек-Горбунок», балетмейстер Николай Андросов — Коралл — первый исполнитель
- 1999 — «Симфония до мажор», хореография Джорджа Баланчина — Две пары в I части — первый исполнитель
- 2000 — «Дочь фараона», балетмейстер Пьер Лакотт — первая вариация в па д’аксьон
- 2001 — «Баядерка», редакция Юрия Григоровича — танец с барабаном
- 2001 — «Анюта», балетмейстер Владимир Васильев — два офицера
- 2002 — «Тщетная предосторожность», хореография Фредерика Аштона, постановка Александра Гранта — Колен — первый исполнитель
- 2002 — «Легенда о любви», балетмейстер Юрий Григорович — Друзья Ферхада
- 2003 — «Жизель», редакция Юрия Григоровича — вставное па де де
- 2003 — «Светлый ручей», балетмейстер Алексей Ратманский — Тракторист
- 2003 — «Сильфида», хореография Августа Бурнонвиля, постановка Эльзы Марианны фон Розен — Джеймс
- 2003 — «Баядерка», редакция Юрия Григоровича — Золотой божок
- 2003 — «Щелкунчик», балетмейстер Юрий Григорович — Китайская кукла
- 2003 — «Раймонда», редакция Юрия Григоровича — мужская вариация
- 2004 — «Тарантелла», хореография Джорджа Баланчина
- 2004 — «Симфония до мажор», хореография Джорджа Баланчина — Солист I части
- 2004 — «Магриттомания», балетмейстер Юрий Посохов — Три солиста
- 2004 — «Спартак», балетмейстер Юрий Григорович — Пастухи
- 2004 — «Пасскалья», балетмейстер Ролан Пети — Солист
- 2005 — «Болт», балетмейстер Алексей Ратманский — Техник-наладчик
- 2005 — «Предзнаменования», хореография Леонида Мясина — Судьба
- 2005 — «Дон Кихот», редакция Алексея Фадеечева — Базиль
- 2005 — «Игра в карты», балетмейстер Алексей Ратманский — Солист — первый исполнитель
- 2005 — «Щелкунчик», балетмейстер Юрий Григорович — Щелкунчик-принц
- 2007 — «Корсар», хореография Мариуса Петипа, постановка и новая хореография Алексея Ратманского и Юрия Бурлаки — Танец невольников
- 2007 — «Класс-концерт», хореография Асафа Мессерера — Солист
- 2008 — «Пламя Парижа», балетмейстер Алексей Ратманский с использованием хореографии Василия Вайнонена — марсельский танец — первый исполнитель
- 2008 — «Сильфида», хореография Августа Бурнонвиля, редакция Йохана Кобборга — Джеймс
- 2009 — «Эсмеральда», хореография Агриппины Вагановой — Флоран, друг Феба
- 2010 — «Ромео и Джульетта», балетмейстер Юрий Григорович, новая редакция — Меркуцио
- 2010 — «Herman Schmerman», хореография Уильяма Форсайта — квинтет — первый исполнитель
- 2010 — «Рубины», хореография Джорджа Баланчина — Солист
- 2011 — «Утраченные иллюзии», балетмейстер Алексей Ратманский — Первый танцовщик (Юноша, Предводитель разбойников)
- 2012 — «Спящая красавица», хореография Мариуса Петипа, новая хореографическая редакция Юрия Григоровича — Голубая птица

## Фильмография
- 1997 — «Жизель» — Па д’аксьон
- 2007 — «Класс-концерт» — Солист
- 2010 — «Щелкунчик» — Испанская кукла
- 2011 — «Класс-концерт» — Солист
- 2011 — «Жизель» — Вставное па-де-де
- 2013 — «Ромео и Джульетта», хореограф-постановщик – Ю. Григорович, — Меркуцио[5]
- 2016 — «Драгоценности[англ.]»: «Изумруды» — Па-де-труа

## Награды, звания и премии
- Заслуженный артист Российской Федерации (5 марта 2014) — за достигнутые трудовые успехи, значительный вклад в социально-экономическое развитие Российской Федерации, заслуги в гуманитарной сфере, укреплении законности и правопорядка, реализации внешнеполитического курса Российской Федерации, многолетнюю добросовестную работу и активную общественную деятельность[6]

### Видео
- Андрей Болотин — вариация Золотого божка («Баядерка», Большой театр)
- Андрей Болотин и Джу Юн Бе — па де де («Дон Кихот», Корейский национальный балет)
- Андрей Болотин и Чинара Ализаде — вставное па де де («Жизель», Большой театр, 2011)